# Walter Rausch
Walter Rausch (* 15. November 1928 in Wien; † 22. November 2022) war ein österreichischer Kakteenspezialist. Sein offizielles botanisches Autorenkürzel lautet „Rausch“.

## Leben und Wirken
Walter Rausch studierte sieben Semester an der Akademie der bildenden Künste in Wien. Etwa 1954 begann er sich für südamerikanische Kakteen zu interessieren. 1962 unternahm Walter Rausch seine erste Reise durch Bolivien und Argentinien. Es folgten Forschungsreisen nach Uruguay, Brasilien, Peru und Chile. Die Standorte der Kakteen erkundete er zu Fuß oder als Mitfahrer auf Ladeflächen von Transportern. Größere Stecken überbrückte er mit dem Fahrrad oder einem Moped. Zusammengerechnet verbrachte er mehr als sieben Jahre an den natürlichen Standorten der südamerikanischen Kakteen. Dabei begleiteten ihn häufig verschiedene andere Kakteenliebhaber, so beispielsweise Ernst Markus, Ernst Zecher, Franz Kühhas und Dirk van Vlier.
Insbesondere beschäftigte sich Walter Rausch mit der Gattung Lobivia. Albert Buining ermunterte ihn, seine Erkenntnisse über diese Gattung niederzuschreiben. Von 1975 bis 1976 erschien sein dreiteiliges Hauptwerk Lobivia. Die tagblütige Echinopsidinae aus arealgeographischer Sicht. 1985/1986 folgte Lobivia 85. Walter Rausch ist Erstbeschreiber zahlreiche Kakteenarten. Seine bisher letzte Erstbeschreibung war Echinopsis millarensis.
1969 wurde Walter Rausch Mitglied der Internationalen Organisation für Sukkulentenforschung. 1970 wählten die Mitglieder der Gesellschaft Österreichischer Kakteenfreunde ihn zu ihren Ehrenmitglied Außerdem ist er Ehrenmitglied der Landesgruppe Wien der Gesellschaft Österreichischer Kakteenfreunde. Am 8. Juli 1985 wurde Walter Rausch der CSSA Fellow Award der Cactus and Succulent Society of America verliehen.
Walter Rausch war zweimal verheiratet. Nach dem Tod seiner ersten Frau Margarethe (1928–1972) heiratete er die aus Santiago del Estero in Argentinien stammende Rosario Rausch (* 1951).

## Ehrungen
Die folgenden Pflanzenarten aus der Familie der Kakteengewächse wurden nach Walter Rausch benannt: Echinopsis rauschii H.Friedrich, Gymnocalycium rauschii H.Till & W.Till, Lobivia rauschii Zecher, Parodia nothorauschii D.R.Hunt, Sulcorebutia rauschii Gerhart Frank sowie Lobivia walteri R.Kiesling.

## Schriften (Auswahl)

### Bücher
- Sammelnummern aus den Expeditionen von Walter Rausch. Erste bis vierte Sammelreise 1962 bis 1970. Wien 1970.
- Verzeichnis der Sammelnummern Walter Rausch. Erste bis sechste Sammelreise 1962 bis 1974. Wien 1975.
- Lobivia. Die tagblütige Echinopsidinae aus arealgeographischer Sicht. 3 Teile, Rudolf Herzig, Wien 1975–1976.
- Lobivia 85. Rudolf Herzig, Wien 1985–1986.
- Lobivia: Deskriptiones Lobiviarum Novarum. Wien 1985–1986.

### Zeitschriftenbeiträge
- Trichocereus vasquezii Rausch spec. nov. In: Kakteen und andere Sukkulenten. Band 25, Nummer 9, 1974, S. 193–194.
- New discoveries from Walter Rausch. In: Chileans. Band 9, Nummer 31, 1976, S. 22–23.
- Gymnocalycium ferrarii Rausch. In: Kakteen und andere Sukkulenten. Band 32, Nummer 1, 1981, S. 6–7.
- Parodia herzogii Rausch. In: Kakteen und andere Sukkulenten. Band 32, Nummer 2, 1981, S. 30–32.
- Rebutia simoniana Rausch – Eine neue Art aus der Sektion Aylostera. In: Kakteen und andere Sukkulenten. Band 35, Nummer 9, 1984, S. 204.
- Drei neue Taxa aus der Gruppe des Gymnocalycium andreae. In: Gymnocalycium. Band 13, Nummer 4, 2000, S. 377–380 – mit Hans Till
- Gymnocalycium kroenleinii Kiesling, Rausch & Ferrari, spec. nov. In: Kakteen und andere Sukkulenten. Band 51, Nummer 12, 2000, S. 315–318 – mit Roberto Kiesling und Omar Ferrari
- Parodia uhligiana (Cactaceae) – eine Neubeschreibung. In: Kakteen und andere Sukkulenten. Band 57, Nummer 9, 2006, S. 225–232 – mit Lothar Diers

## Nachweise